# Coppa del Mondo di sci di fondo 2006
La Coppa del Mondo di sci di fondo 2006 fu la venticinquesima edizione della manifestazione organizzata dalla Federazione Internazionale Sci; ebbe inizio il 22 ottobre 2005 a Düsseldorf, in Germania, e si concluse il 20 marzo 2006 a Sapporo, in Giappone. Nel corso della stagione si tennero a Torino i XX Giochi olimpici invernali, non validi ai fini della Coppa del Mondo, il cui calendario contemplò dunque un'interruzione nel mese di febbraio.
In campo maschile furono disputate 24 gare individuali (6 a tecnica classica, 5 a tecnica libera, 9 sprint, 4 a inseguimento) e 5 a squadre (2 staffette, 3 sprint a squadre), in 17 diverse località. Il tedesco Tobias Angerer si aggiudicò sia la coppa di cristallo, il trofeo assegnato al vincitore della classifica generale, sia la Coppa di distanza; lo svedese Björn Lind vinse la Coppa di sprint. Axel Teichmann era il detentore uscente della Coppa generale.
In campo femminile furono disputate 24 gare individuali (6 a tecnica classica, 5 a tecnica libera, 9 sprint, 4 a inseguimento) e 5 a squadre (2 staffette, 3 sprint a squadre), in 17 diverse località. La norvegese Marit Bjørgen si aggiudicò sia la coppa di cristallo, sia la Coppa di sprint; la russa Julija Čepalova vinse la Coppa di distanza. La Bjørgen era la detentrice uscente della Coppa generale.
Fu inserita nel calendario di Coppa una classica del granfondo: la Vasaloppet.

## Uomini

### Risultati
| Data             | Località             | Nazione   | Spec.       | Primo                                                                          | Secondo                                                                                  | Terzo                                                                                    |
| ---------------- | -------------------- | --------- | ----------- | ------------------------------------------------------------------------------ | ---------------------------------------------------------------------------------------- | ---------------------------------------------------------------------------------------- |
| 22 ottobre 2005  | Düsseldorf           | Germania  | SP TL       | Peter Larsson                                                                  | Tor-Arne Hetland                                                                         | Thobias Fredriksson                                                                      |
| 23 ottobre 2005  | Düsseldorf           | Germania  | TS TL       | Norvegia II Trond Iversen Johan Kjølstad                                       | Svezia I Thobias Fredriksson Björn Lind                                                  | Norvegia I Eldar Rønning Tor-Arne Hetland                                                |
| 19 novembre 2005 | Beitostølen          | Norvegia  | 15 km TC    | Tor-Arne Hetland                                                               | Jens Arne Svartedal                                                                      | Ivan Bátory                                                                              |
| 20 novembre 2005 | Beitostølen          | Norvegia  | 4x10 km     | Germania Andreas Schlütter Axel Teichmann Jens Filbrich Tobias Angerer         | Francia Alexandre Rousselet Christophe Perrillat-Collomb Emmanuel Jonnier Vincent Vittoz | Norvegia I Eldar Rønning Jens Arne Svartedal Tor-Arne Hetland Tore Ruud Hofstad          |
| 26 novembre 2005 | Kuusamo              | Finlandia | 15 km TC    | Tobias Angerer                                                                 | Jens Arne Svartedal                                                                      | Jens Filbrich                                                                            |
| 27 novembre 2005 | Kuusamo              | Finlandia | 15 km TL    | Tore Ruud Hofstad                                                              | Vincent Vittoz                                                                           | Tobias Angerer                                                                           |
| 10 dicembre 2005 | Vernon               | Canada    | 30 km PU    | Tobias Angerer                                                                 | Axel Teichmann                                                                           | Andreas Schlütter                                                                        |
| 11 dicembre 2005 | Vernon               | Canada    | SP TL       | Tor-Arne Hetland                                                               | Björn Lind                                                                               | Ola Vigen Hattestad                                                                      |
| 15 dicembre 2005 | Canmore              | Canada    | 15 km TL    | Pietro Piller Cottrer                                                          | Vincent Vittoz                                                                           | Tobias Angerer                                                                           |
| 17 dicembre 2005 | Canmore              | Canada    | 30 km TC MS | Tobias Angerer                                                                 | Frode Estil                                                                              | Jens Filbrich                                                                            |
| 18 dicembre 2005 | Canmore              | Canada    | TS TC       | Norvegia I Jens Arne Svartedal Eldar Rønning                                   | Svezia I Björn Lind Thobias Fredriksson                                                  | Svezia II Mats Larsson Mikael Östberg                                                    |
| 30 dicembre 2005 | Nové Město na Moravě | Rep. Ceca | SP TL       | Björn Lind                                                                     | Peter Larsson                                                                            | Johan Kjølstad                                                                           |
| 31 dicembre 2005 | Nové Město na Moravě | Rep. Ceca | 15 km TL    | Vincent Vittoz                                                                 | Lukáš Bauer                                                                              | Christian Hoffmann                                                                       |
| 7 gennaio 2006   | Otepää               | Estonia   | 15 km TC    | Vasilij Ročev                                                                  | Lukáš Bauer                                                                              | Sergej Novikov                                                                           |
| 8 gennaio 2006   | Otepää               | Estonia   | SP TC       | Björn Lind                                                                     | Tor-Arne Hetland                                                                         | Vasilij Ročev                                                                            |
| 14 gennaio 2006  | Val di Fiemme        | Italia    | 30 km TL MS | Tobias Angerer                                                                 | Evgenij Dement'ev                                                                        | Pietro Piller Cottrer                                                                    |
| 14 gennaio 2006  | Val di Fiemme        | Italia    | 4x10 km     | Italia I Giorgio Di Centa Valerio Checchi Pietro Piller Cottrer Cristian Zorzi | Germania René Sommerfeldt Axel Teichmann Jens Filbrich Tobias Angerer                    | Norvegia I Odd-Bjørn Hjelmeset Jens Arne Svartedal Tord Asle Gjerdalen Tore Ruud Hofstad |
| 21 gennaio 2006  | Oberstdorf           | Germania  | 30 km PU    | Tobias Angerer                                                                 | Anders Södergren                                                                         | René Sommerfeldt                                                                         |
| 22 gennaio 2006  | Oberstdorf           | Germania  | SP TC       | Odd-Bjørn Hjelmeset                                                            | Johan Kjølstad                                                                           | Vasilij Ročev                                                                            |
| 4 febbraio 2006  | Davos                | Svizzera  | SP TL       | Björn Lind                                                                     | Cristian Zorzi                                                                           | John Kristian Dahl                                                                       |
| 5 febbraio 2006  | Davos                | Svizzera  | 15 km TC    | Jens Arne Svartedal                                                            | Martin Tauber                                                                            | Vincent Vittoz                                                                           |
| 4 marzo 2006     | Mora                 | Svezia    | 90 km TC MS | Daniel Tynell                                                                  | Jerry Ahrlin                                                                             | Anders Aukland                                                                           |
| 7 marzo 2006     | Borlänge             | Svezia    | SP TL       | Thobias Fredriksson                                                            | Peter Larsson                                                                            | Devon Kershaw                                                                            |
| 8 marzo 2006     | Falun                | Svezia    | 20 km PU    | Petter Northug                                                                 | Tobias Angerer                                                                           | Axel Teichmann                                                                           |
| 9 marzo 2006     | Drammen              | Norvegia  | SP TC       | Jens Arne Svartedal                                                            | Børre Næss                                                                               | Eldar Rønning                                                                            |
| 11 marzo 2006    | Oslo                 | Norvegia  | 50 km TL    | Anders Södergren                                                               | Giorgio Di Centa                                                                         | Tom Reichelt                                                                             |
| 15 marzo 2006    | Changchun            | Cina      | SP TL       | Thobias Fredriksson                                                            | Christoph Eigenmann                                                                      | Andrew Newell                                                                            |
| 24 marzo 2006    | Sapporo              | Giappone  | TS TL       | Italia Loris Frasnelli Cristian Zorzi                                          | Norvegia I Johan Kjølstad Eldar Rønning                                                  | Germania I Tobias Angerer Axel Teichmann                                                 |
| 25 marzo 2006    | Sapporo              | Giappone  | 30 km PU    | Mathias Fredriksson                                                            | Petter Northug                                                                           | Anders Södergren                                                                         |

Legenda:

TC = tecnica classica

TL = tecnica libera

SP = sprint

TS = sprint a squadre

PU = inseguimento

MS = partenza in linea

### Classifiche

#### Generale
| Pos. | Nome                | Nazione  | Punti |
| ---- | ------------------- | -------- | ----- |
| 1    | Tobias Angerer      | Germania | 829   |
| 2    | Jens Arne Svartedal | Norvegia | 577   |
| 3    | Tor-Arne Hetland    | Norvegia | 570   |
| 4    | Björn Lind          | Svezia   | 531   |
| 5    | Vincent Vittoz      | Francia  | 502   |
| 6    | Vasilij Ročev       | Russia   | 443   |
| 7    | Thobias Fredriksson | Svezia   | 414   |
| 8    | Anders Södergren    | Svezia   | 392   |
| 9    | Frode Estil         | Norvegia | 373   |
| 10   | Mathias Fredriksson | Svezia   | 368   |

#### Distanza
| Pos. | Nome                | Nazione  | Punti |
| ---- | ------------------- | -------- | ----- |
| 1    | Tobias Angerer      | Germania | 793   |
| 2    | Vincent Vittoz      | Francia  | 502   |
| 3    | Anders Södergren    | Svezia   | 392   |
| 4    | Frode Estil         | Norvegia | 373   |
| 5    | Jens Arne Svartedal | Norvegia | 372   |

#### Sprint
| Pos. | Nome                | Nazione  | Punti |
| ---- | ------------------- | -------- | ----- |
| 1    | Björn Lind          | Svezia   | 586   |
| 2    | Thobias Fredriksson | Svezia   | 443   |
| 3    | Tor-Arne Hetland    | Norvegia | 423   |
| 4    | Peter Larsson       | Svezia   | 358   |
| 5    | Johan Kjølstad      | Norvegia | 320   |

## Donne

### Risultati
| Data             | Località             | Nazione   | Spec.       | Prima                                                                              | Seconda                                                                        | Terza                                                                                 |
| ---------------- | -------------------- | --------- | ----------- | ---------------------------------------------------------------------------------- | ------------------------------------------------------------------------------ | ------------------------------------------------------------------------------------- |
| 22 ottobre 2005  | Düsseldorf           | Germania  | SP TL       | Marit Bjørgen                                                                      | Aino-Kaisa Saarinen                                                            | Natal'ja Matveeva                                                                     |
| 23 ottobre 2005  | Düsseldorf           | Germania  | TS TL       | Norvegia I Hilde Gjermundshaug Pedersen Marit Bjørgen                              | Norvegia II Ella Gjømle Guro Strøm Solli                                       | Russia I Natal'ja Matveeva Alëna Sid'ko                                               |
| 19 novembre 2005 | Beitostølen          | Norvegia  | 10 km TC    | Marit Bjørgen                                                                      | Virpi Kuitunen                                                                 | Natal'ja Baranova                                                                     |
| 20 novembre 2005 | Beitostølen          | Norvegia  | 4x5 km      | Norvegia I Ella Gjømle Vibeke Skofterud Hilde Gjermundshaug Pedersen Marit Bjørgen | Germania Manuela Henkel Stefanie Böhler Claudia Nystad Evi Sachenbacher-Stehle | Finlandia Aino-Kaisa Saarinen Kirsi Välimaa Riitta-Liisa Roponen Virpi Kuitunen       |
| 26 novembre 2005 | Kuusamo              | Finlandia | 10 km TC    | Marit Bjørgen                                                                      | Virpi Kuitunen                                                                 | Claudia Nystad                                                                        |
| 27 novembre 2005 | Kuusamo              | Finlandia | 10 km TL    | Kateřina Neumannová                                                                | Julija Čepalova                                                                | Kristina Šmigun-Vähi                                                                  |
| 10 dicembre 2005 | Vernon               | Canada    | 15 km PU    | Marit Bjørgen                                                                      | Beckie Scott                                                                   | Hilde Gjermundshaug Pedersen                                                          |
| 11 dicembre 2005 | Vernon               | Canada    | SP TL       | Beckie Scott                                                                       | Claudia Nystad                                                                 | Sara Renner                                                                           |
| 15 dicembre 2005 | Canmore              | Canada    | 10 km TL    | Julija Čepalova                                                                    | Beckie Scott                                                                   | Evi Sachenbacher-Stehle                                                               |
| 17 dicembre 2005 | Canmore              | Canada    | 15 km TC MS | Beckie Scott                                                                       | Julija Čepalova                                                                | Claudia Nystad                                                                        |
| 18 dicembre 2005 | Canmore              | Canada    | TS TC       | Germania Manuela Henkel Viola Bauer                                                | Canada Beckie Scott Sara Renner                                                | Svezia I Lina Andersson Anna Olsson                                                   |
| 30 dicembre 2005 | Nové Město na Moravě | Rep. Ceca | Sprint TL   | Alëna Sid'ko                                                                       | Anna Olsson                                                                    | Claudia Nystad                                                                        |
| 31 dicembre 2005 | Nové Město na Moravě | Rep. Ceca | 10 km TL    | Kateřina Neumannová                                                                | Julija Čepalova                                                                | Valentyna Ševčenko                                                                    |
| 7 gennaio 2006   | Otepää               | Estonia   | 10 km TC    | Hilde Gjermundshaug Pedersen                                                       | Kristina Šmigun-Vähi                                                           | Justyna Kowalczyk                                                                     |
| 8 gennaio 2006   | Otepää               | Estonia   | SP TC       | Lina Andersson                                                                     | Manuela Henkel                                                                 | Ella Gjømle                                                                           |
| 14 gennaio 2006  | Val di Fiemme        | Italia    | 15 km TL MS | Kateřina Neumannová                                                                | Julija Čepalova                                                                | Marit Bjørgen                                                                         |
| 14 gennaio 2006  | Val di Fiemme        | Italia    | 4x5 km      | Finlandia Aino-Kaisa Saarinen Virpi Kuitunen Riitta-Liisa Roponen Kaisa Varis      | Russia Ol'ga Ročeva Natal'ja Baranova Evgenija Medvedeva Julija Čepalova       | Norvegia Vibeke Skofterud Marit Bjørgen Kristin Mürer Stemland Kristin Størmer Steira |
| 21 gennaio 2006  | Oberstdorf           | Germania  | 15 km PU    | Beckie Scott                                                                       | Claudia Nystad                                                                 | Kateřina Neumannová                                                                   |
| 22 gennaio 2006  | Oberstdorf           | Germania  | SP TC       | Ella Gjømle                                                                        | Lina Andersson                                                                 | Guro Strøm Solli                                                                      |
| 4 febbraio 2006  | Davos                | Svizzera  | SP TL       | Anna Olsson                                                                        | Virpi Kuitunen                                                                 | Chandra Crawford                                                                      |
| 5 febbraio 2006  | Davos                | Svizzera  | 10 km TC    | Virpi Kuitunen                                                                     | Sara Renner                                                                    | Petra Majdič                                                                          |
| 4 marzo 2006     | Mora                 | Svezia    | 45 km TC MS | Marit Bjørgen                                                                      | Hilde Gjermundshaug Pedersen                                                   | Petra Majdič                                                                          |
| 7 marzo 2006     | Borlänge             | Svezia    | SP TL       | Arianna Follis                                                                     | Marit Bjørgen                                                                  | Sara Renner                                                                           |
| 8 marzo 2006     | Falun                | Svezia    | 10 km PU    | Evi Sachenbacher-Stehle                                                            | Kateřina Neumannová                                                            | Beckie Scott                                                                          |
| 9 marzo 2006     | Drammen              | Norvegia  | SP TC       | Petra Majdič                                                                       | Beckie Scott                                                                   | Hilde Gjermundshaug Pedersen                                                          |
| 11 marzo 2006    | Oslo                 | Norvegia  | 30 km TL    | Julija Čepalova                                                                    | Kateřina Neumannová                                                            | Evi Sachenbacher-Stehle                                                               |
| 15 marzo 2006    | Changchun            | Cina      | SP TL       | Marit Bjørgen                                                                      | Beckie Scott                                                                   | Ella Gjømle                                                                           |
| 24 marzo 2006    | Sapporo              | Giappone  | TS TL       | Germania I Evi Sachenbacher-Stehle Claudia Nystad                                  | Finlandia II Riitta-Liisa Roponen Pirjo Muranen                                | Svezia II Britta Johansson Norgren Anna-Karin Strömstedt                              |
| 25 marzo 2006    | Sapporo              | Giappone  | 15 km PU    | Beckie Scott                                                                       | Kristin Størmer Steira                                                         | Evi Sachenbacher-Stehle                                                               |

Legenda:

TC = tecnica classica

TL = tecnica libera

SP = sprint

TS = sprint a squadre

PU = inseguimento

MS = partenza in linea

### Classifiche

#### Generale
| Pos. | Nome                         | Nazione   | Punti |
| ---- | ---------------------------- | --------- | ----- |
| 1    | Marit Bjørgen                | Norvegia  | 1036  |
| 2    | Beckie Scott                 | Canada    | 1020  |
| 3    | Julija Čepalova              | Russia    | 780   |
| 4    | Evi Sachenbacher-Stehle      | Germania  | 716   |
| 5    | Kateřina Neumannová          | Rep. Ceca | 655   |
| 6    | Virpi Kuitunen               | Finlandia | 636   |
| 7    | Claudia Nystad               | Germania  | 571   |
| 8    | Hilde Gjermundshaug Pedersen | Norvegia  | 557   |
| 9    | Petra Majdič                 | Slovenia  | 538   |
| 10   | Sara Renner                  | Canada    | 446   |

#### Distanza
| Pos. | Nome                    | Nazione   | Punti |
| ---- | ----------------------- | --------- | ----- |
| 1    | Julija Čepalova         | Russia    | 750   |
| 2    | Kateřina Neumannová     | Rep. Ceca | 655   |
| 3    | Beckie Scott            | Canada    | 644   |
| 4    | Marit Bjørgen           | Norvegia  | 642   |
| 5    | Evi Sachenbacher-Stehle | Germania  | 575   |

#### Sprint
| Pos. | Nome           | Nazione  | Punti |
| ---- | -------------- | -------- | ----- |
| 1    | Marit Bjørgen  | Norvegia | 394   |
| 2    | Ella Gjømle    | Norvegia | 388   |
| 3    | Beckie Scott   | Canada   | 376   |
| 4    | Lina Andersson | Svezia   | 309   |
| 5    | Manuela Henkel | Germania | 289   |